# Gustavo Rodríguez Iglesias
Gustavo Rodríguez Iglesias (Tuy, 16 de septiembre de 1979) es un deportista español que compitió en triatlón y ciclismo.
Ganó una medalla de bronce en el Campeonato Europeo de Triatlón de Media Distancia de 2014.
Además, terminó como número uno de la clasificación mundial de triatlón de larga distancia de ese mismo año.
Fue medallista de plata en los Juegos Paralímpicos de Tokio 2020 como guía del triatleta Héctor Catalá en prueba PTVI.

## Palmarés internacional
| Campeonato Europeo | Campeonato Europeo | Campeonato Europeo | Campeonato Europeo |
| Año                | Lugar              | Medalla            | Prueba             |
| ------------------ | ------------------ | ------------------ | ------------------ |
| 2014               | Peguera (España)   | Medalla de bronce  | Individual         |